# سوق الحرير
سوق الحرير ، (بالإسبانية: Llotja de la Seda)‏. (بالإنجليزية: Silk Exchange)‏. هي مجموعة من المباني شيدت بين عامي 1482 و1533، في فالينسيا بإسبانيا. وهو مسجل ضمن قائمة موقع التراث العالمي لليونيسكو، في أوروبا برقم 782، وذلك في عام 1996.

## خلفية تاريخية
كان السوق مخصص في أول الأمر لتجارة الحرير فحمل اسم «بورصة الحرير» ولكنه مذ ذاك وهو يؤدي وظائف تجارية. وهو تحفة قوطية بارزة، يذكر بقاعة الصرافة وبقوّة وثروة مدينة تجاريّة متوسطية كبيرة في القرنين الخامس والسادس عشر.

## معرض الصور

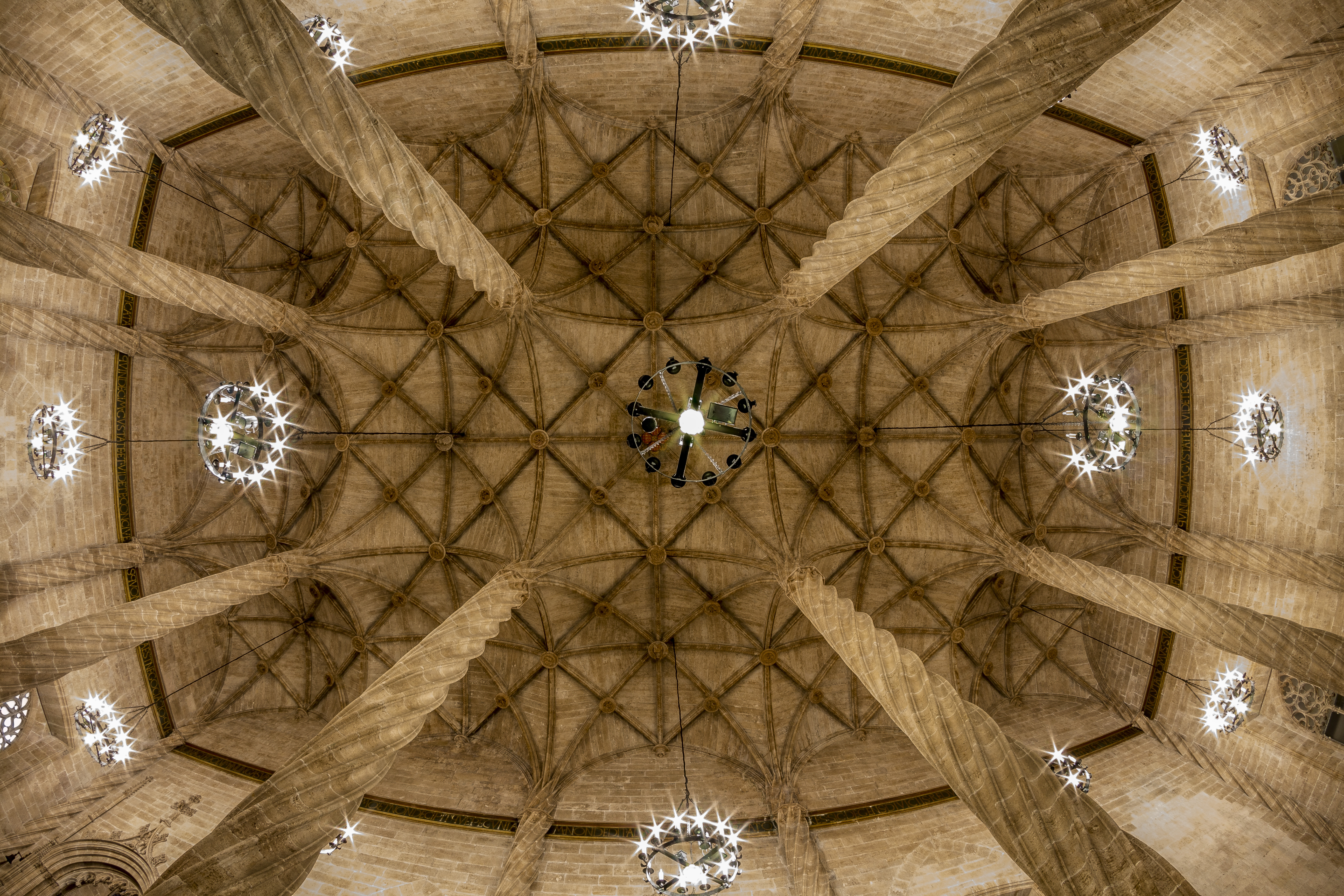
أعمدة السقف في القاعة
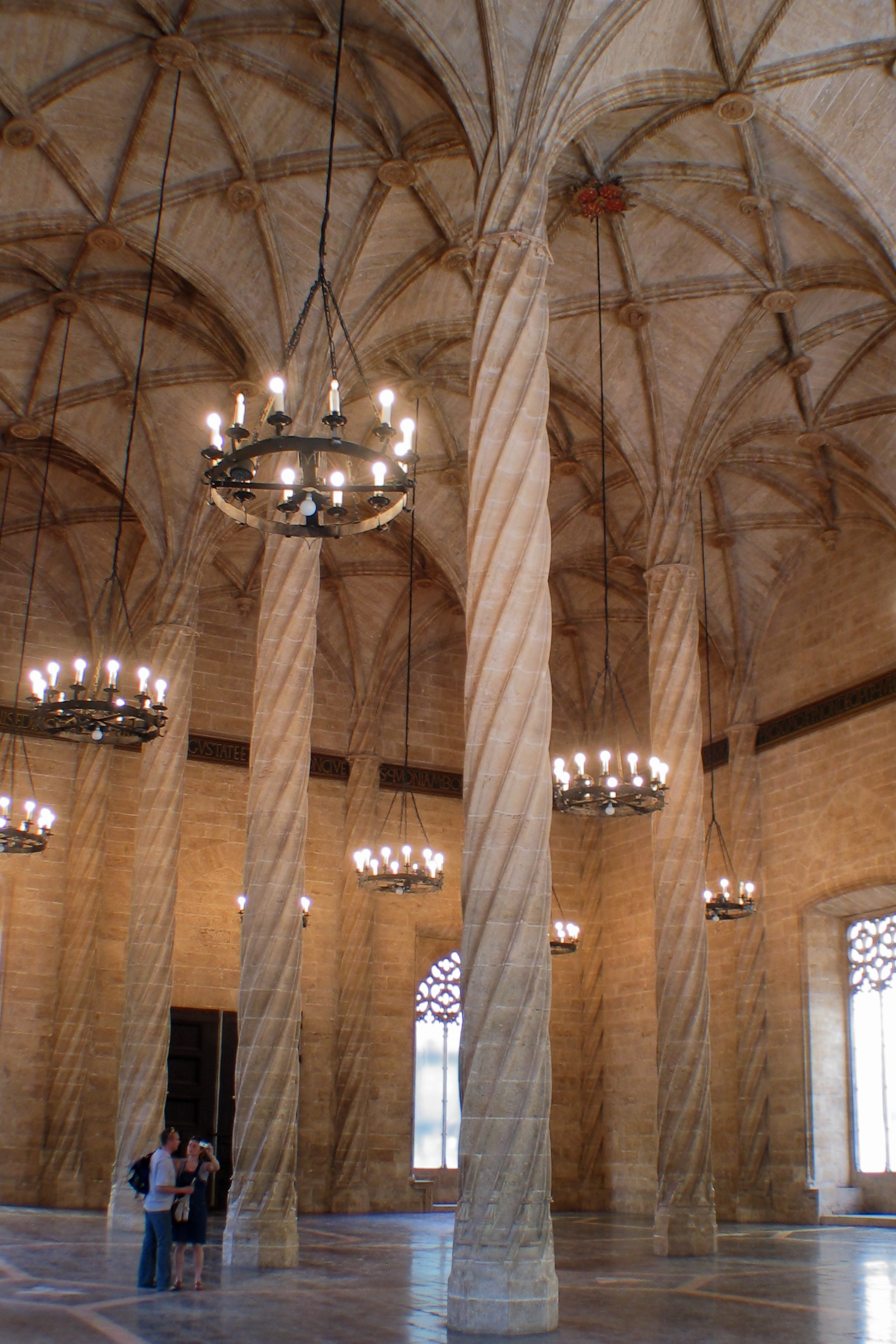
أعمدة القاعة
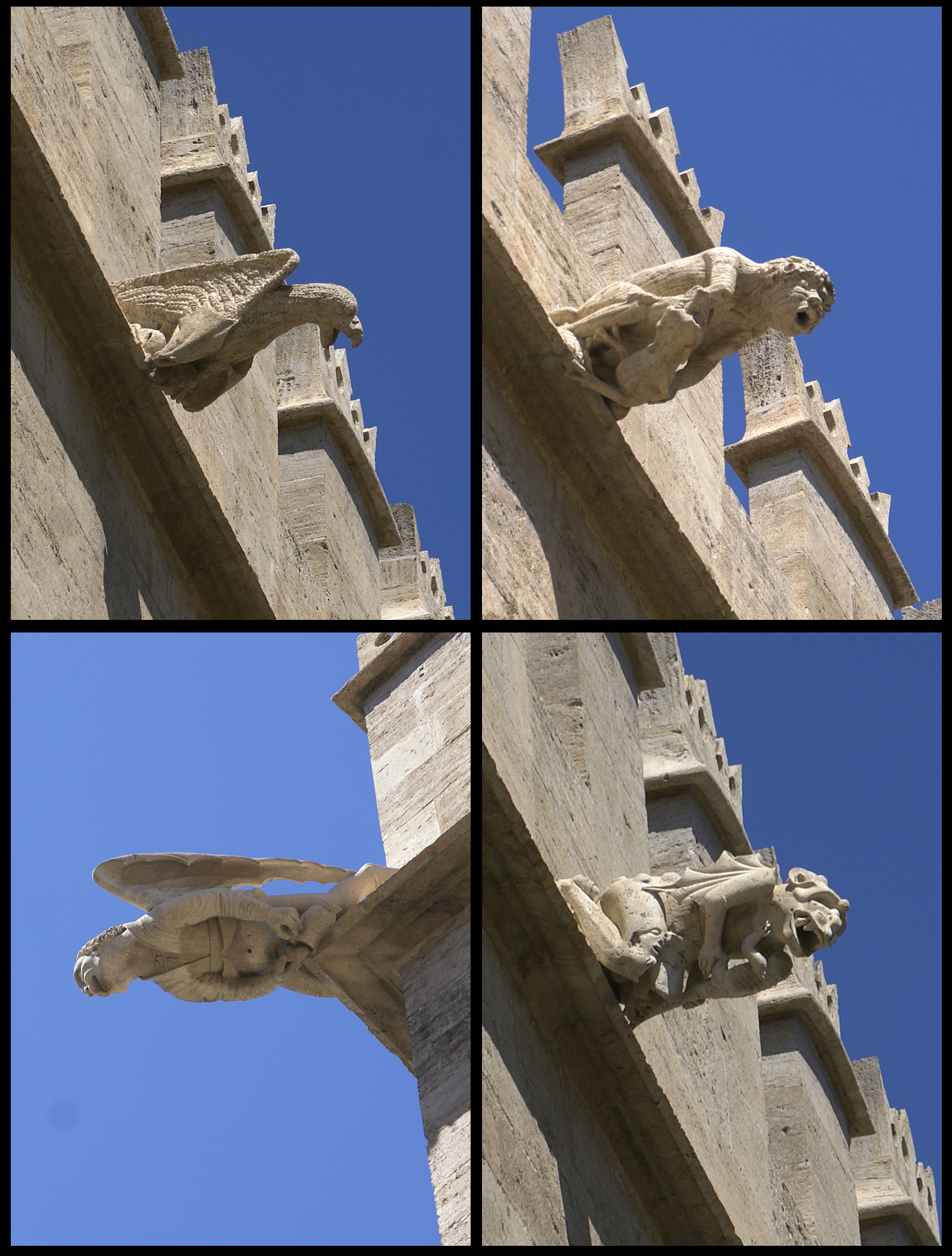
اعمدة الخارج
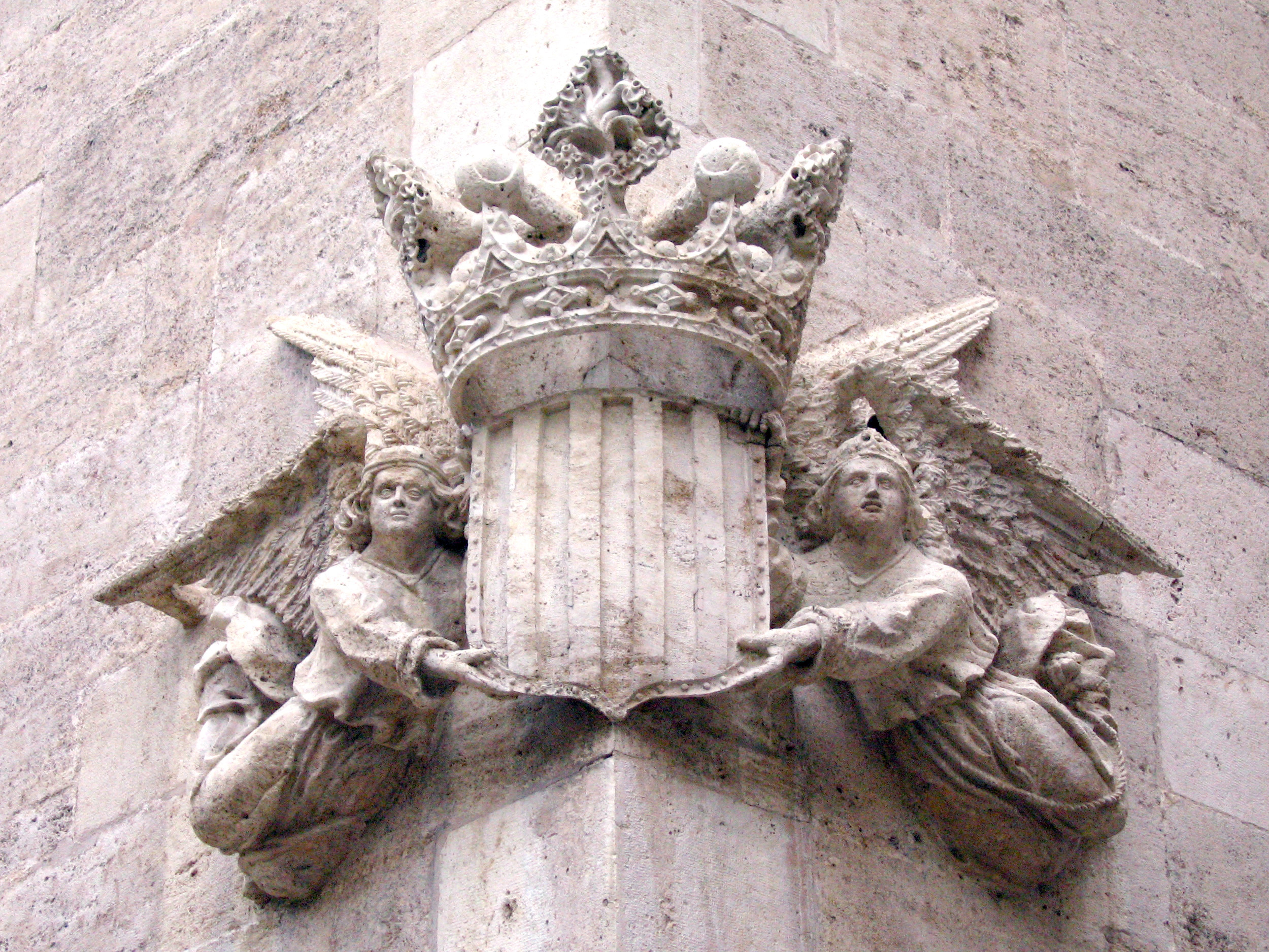
التسلح الملكي للمملكة بلنسية
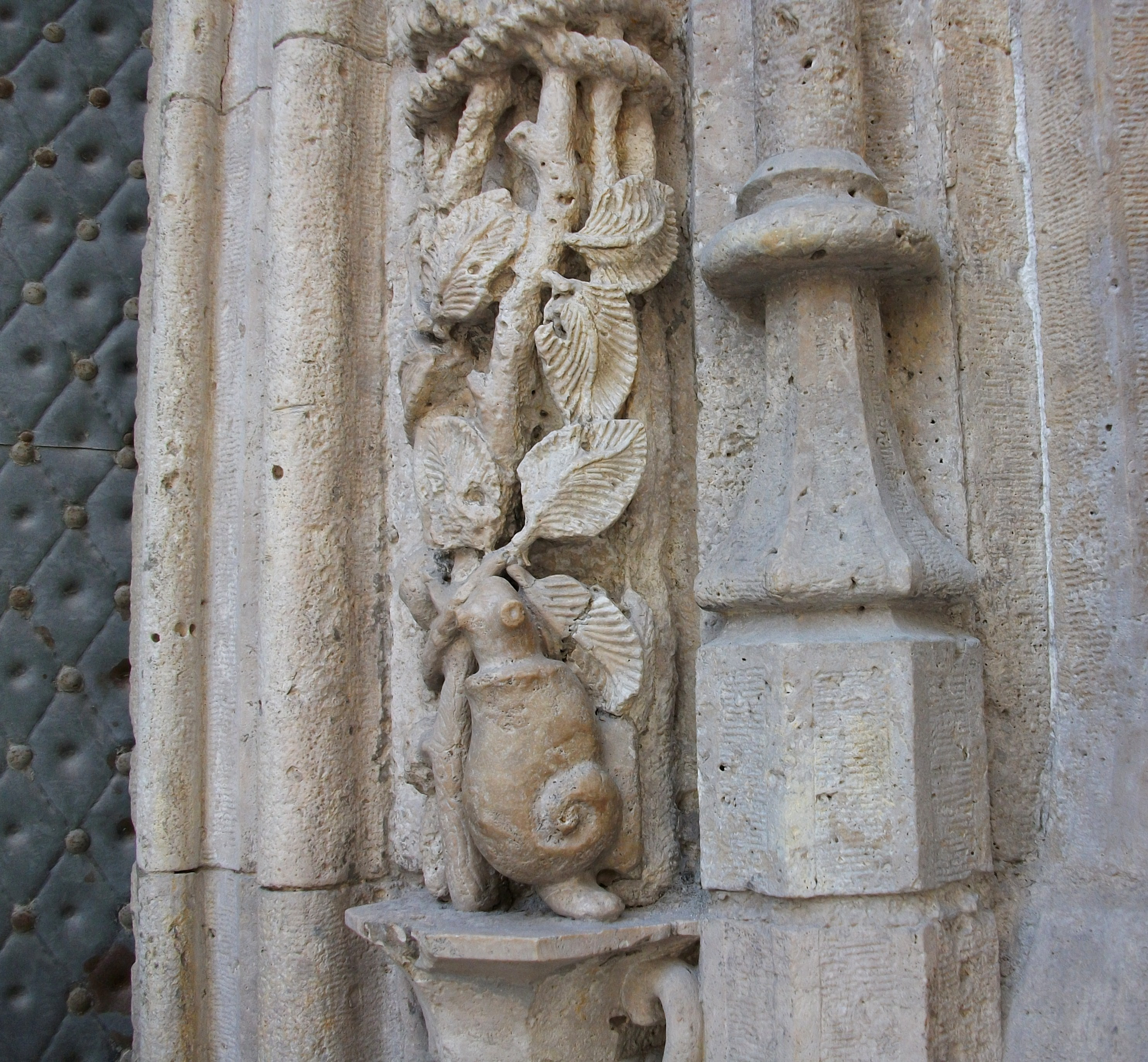
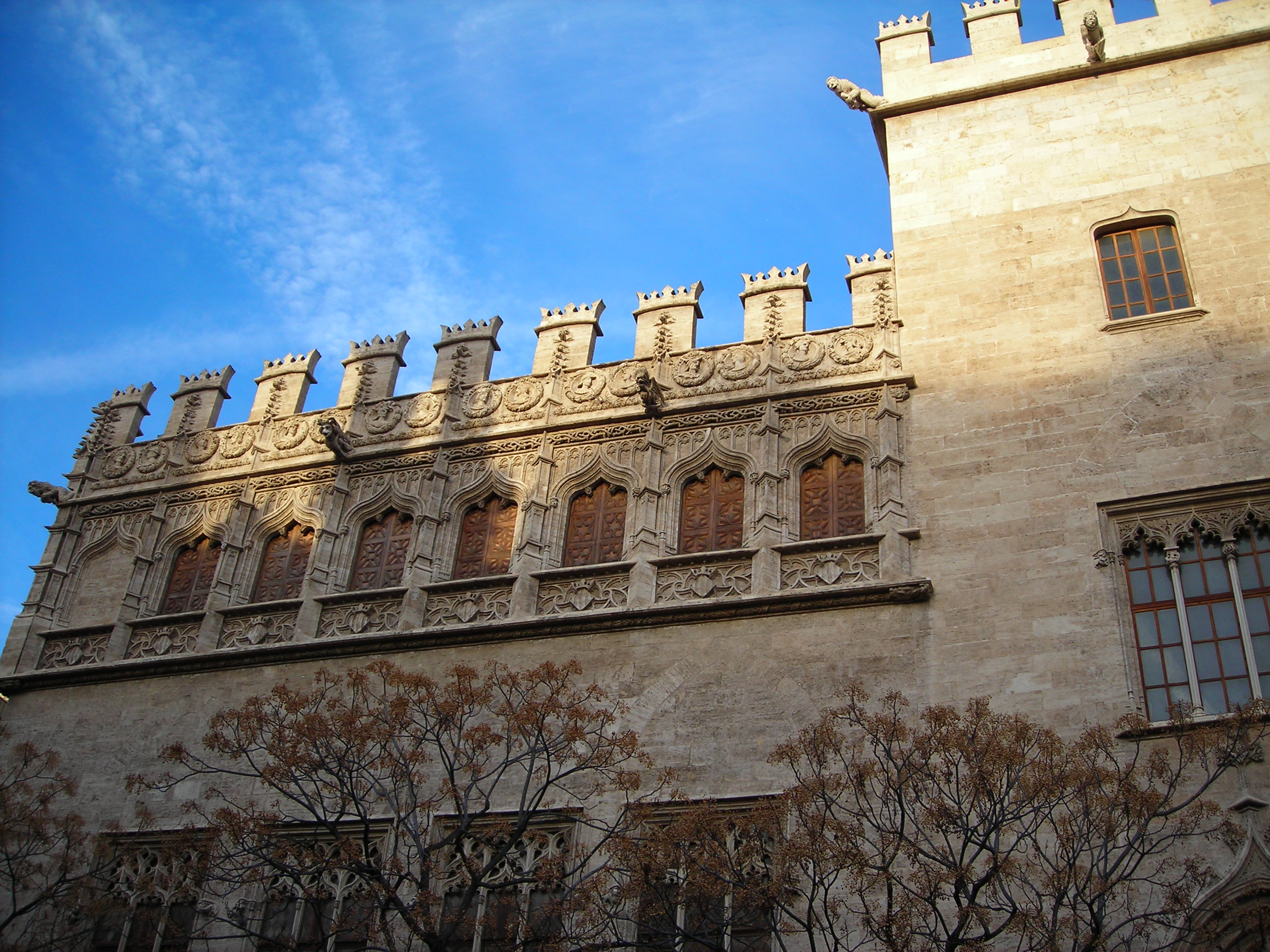
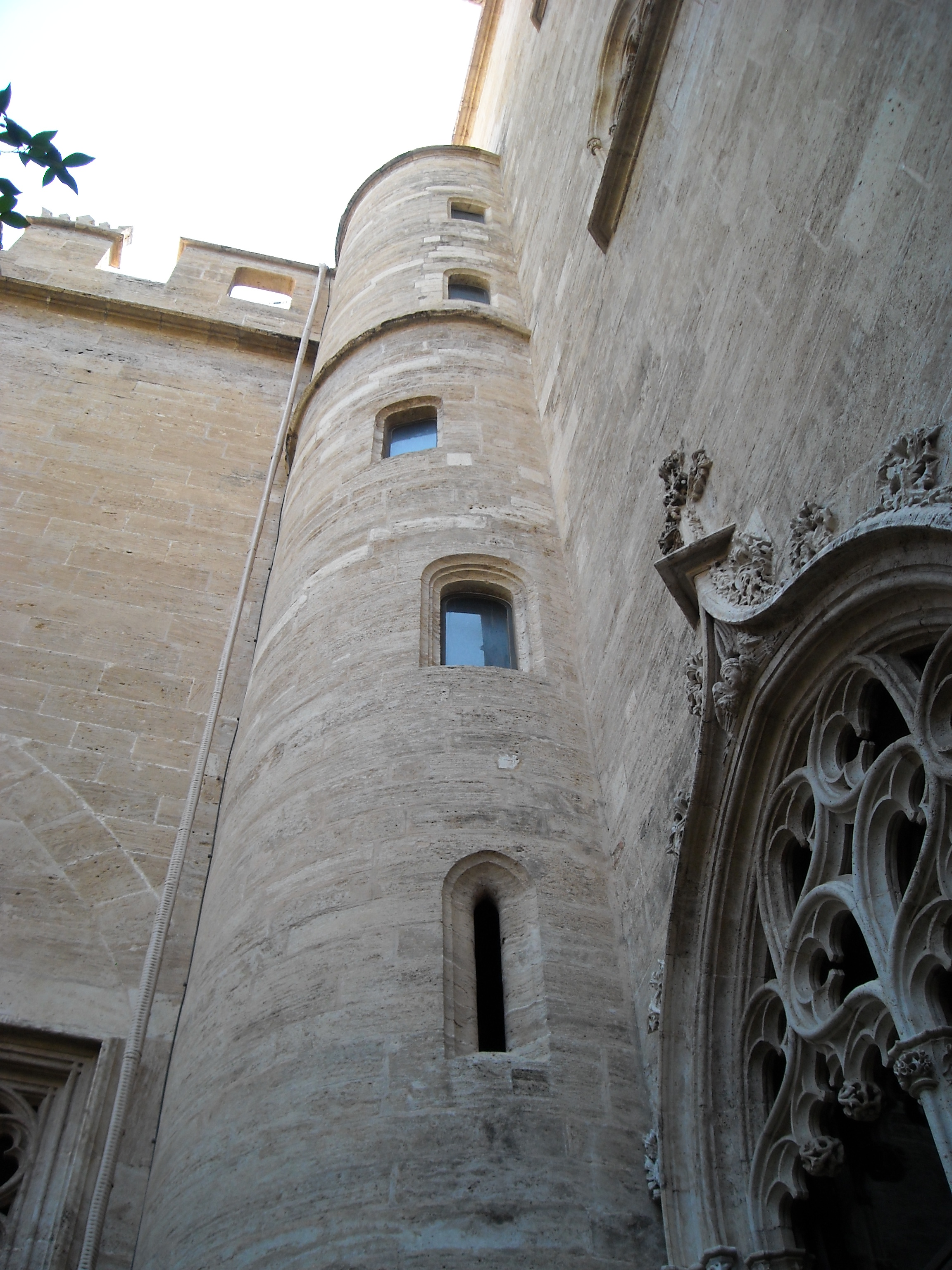
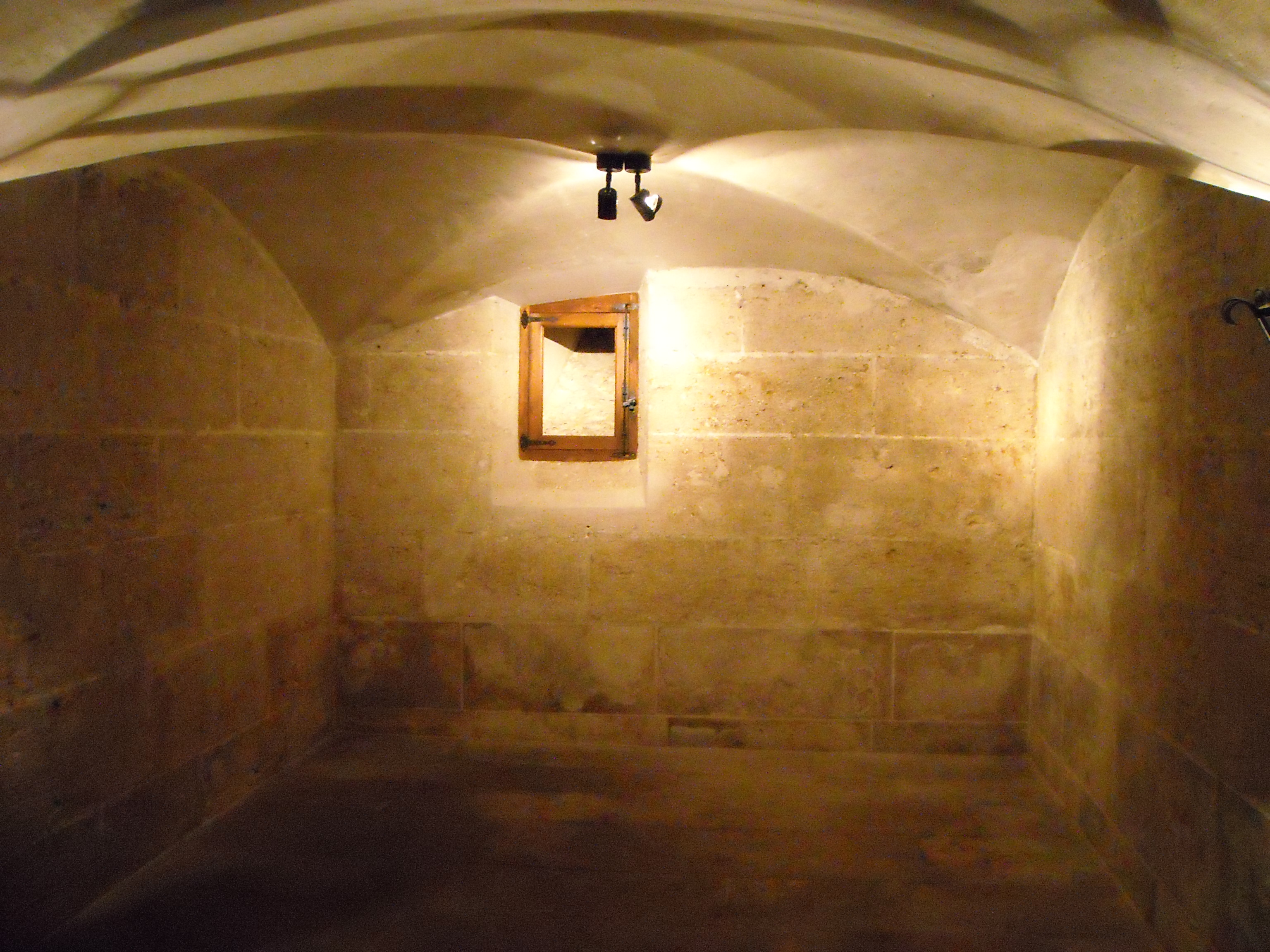
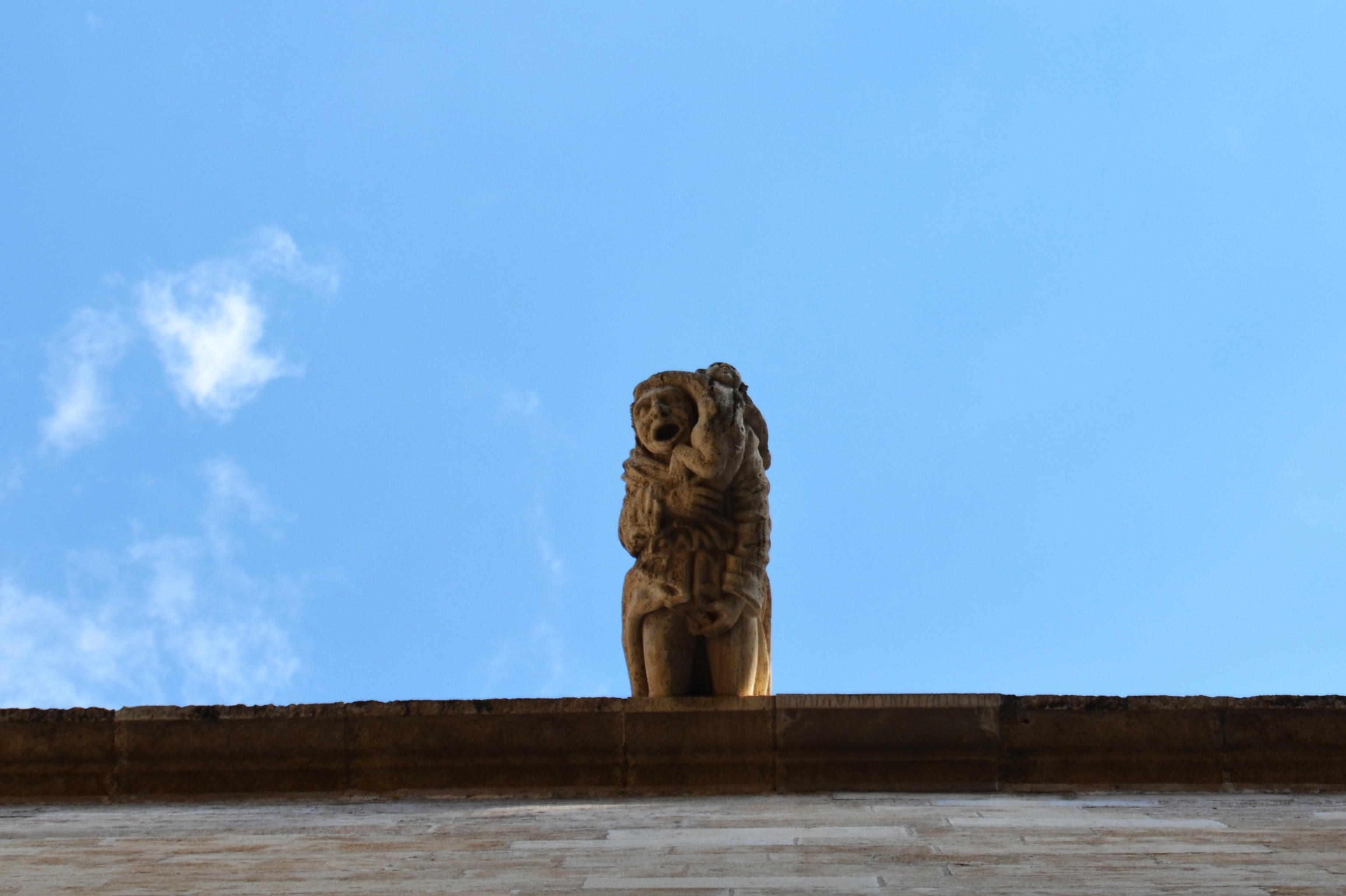
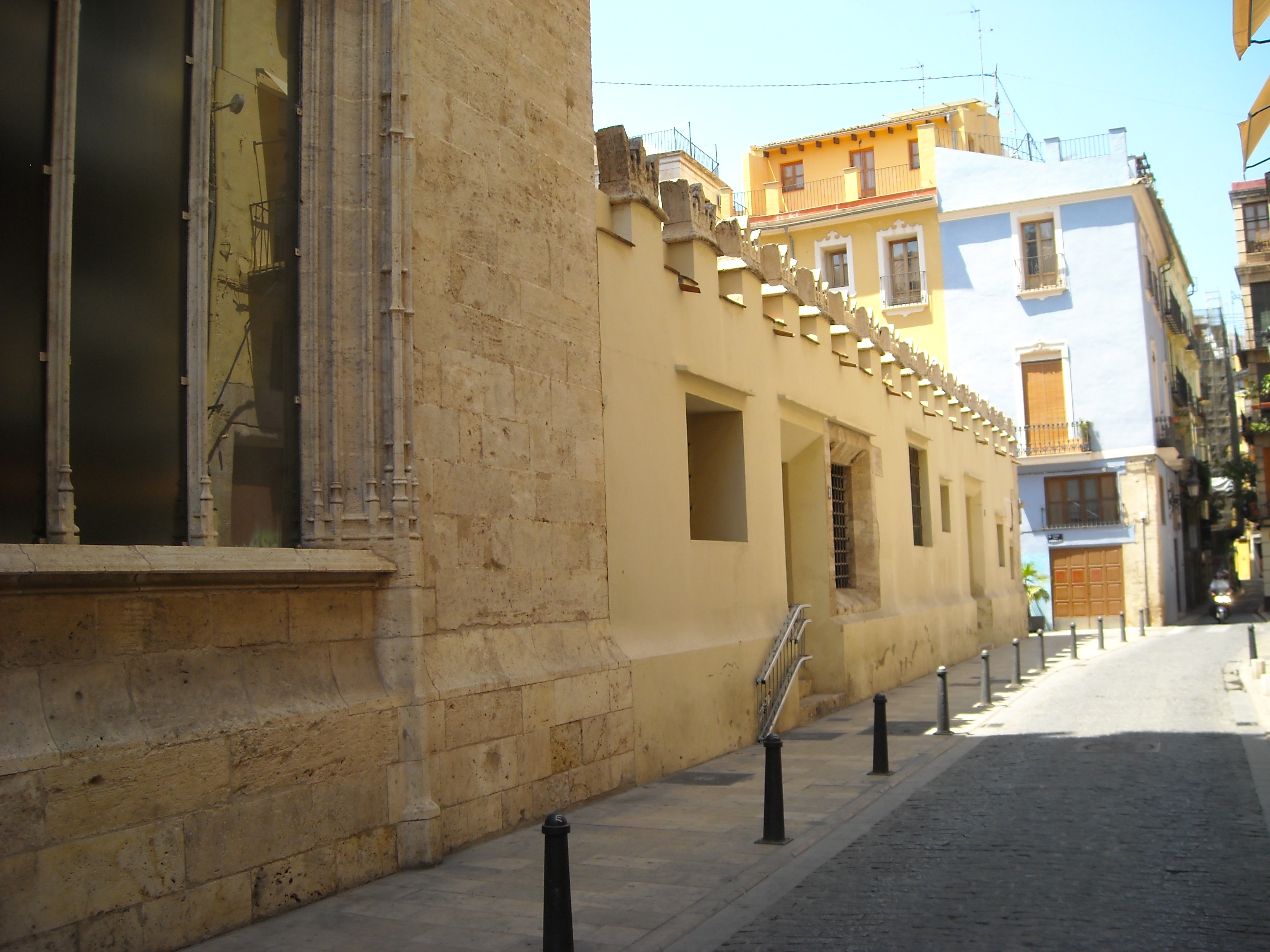
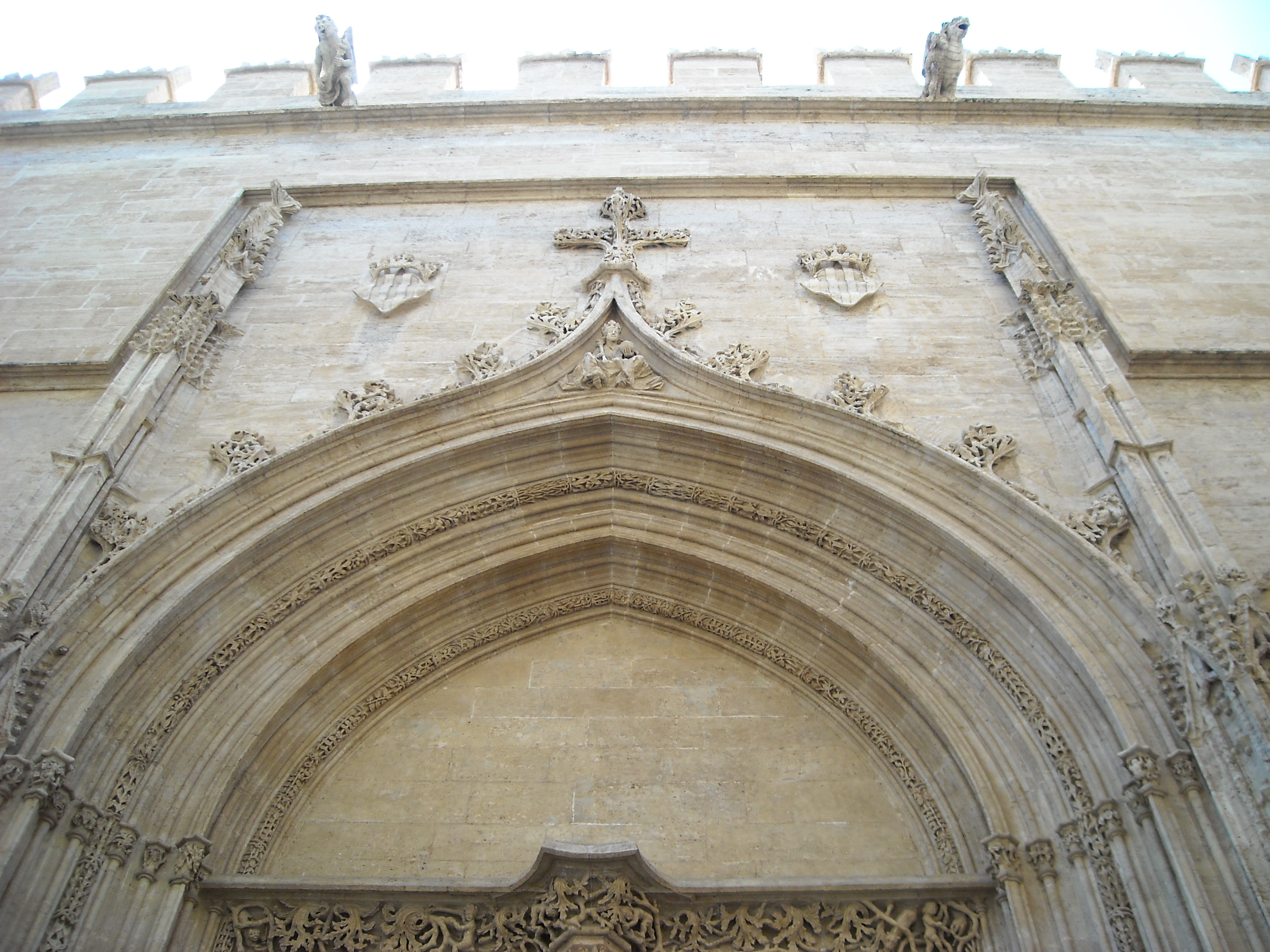
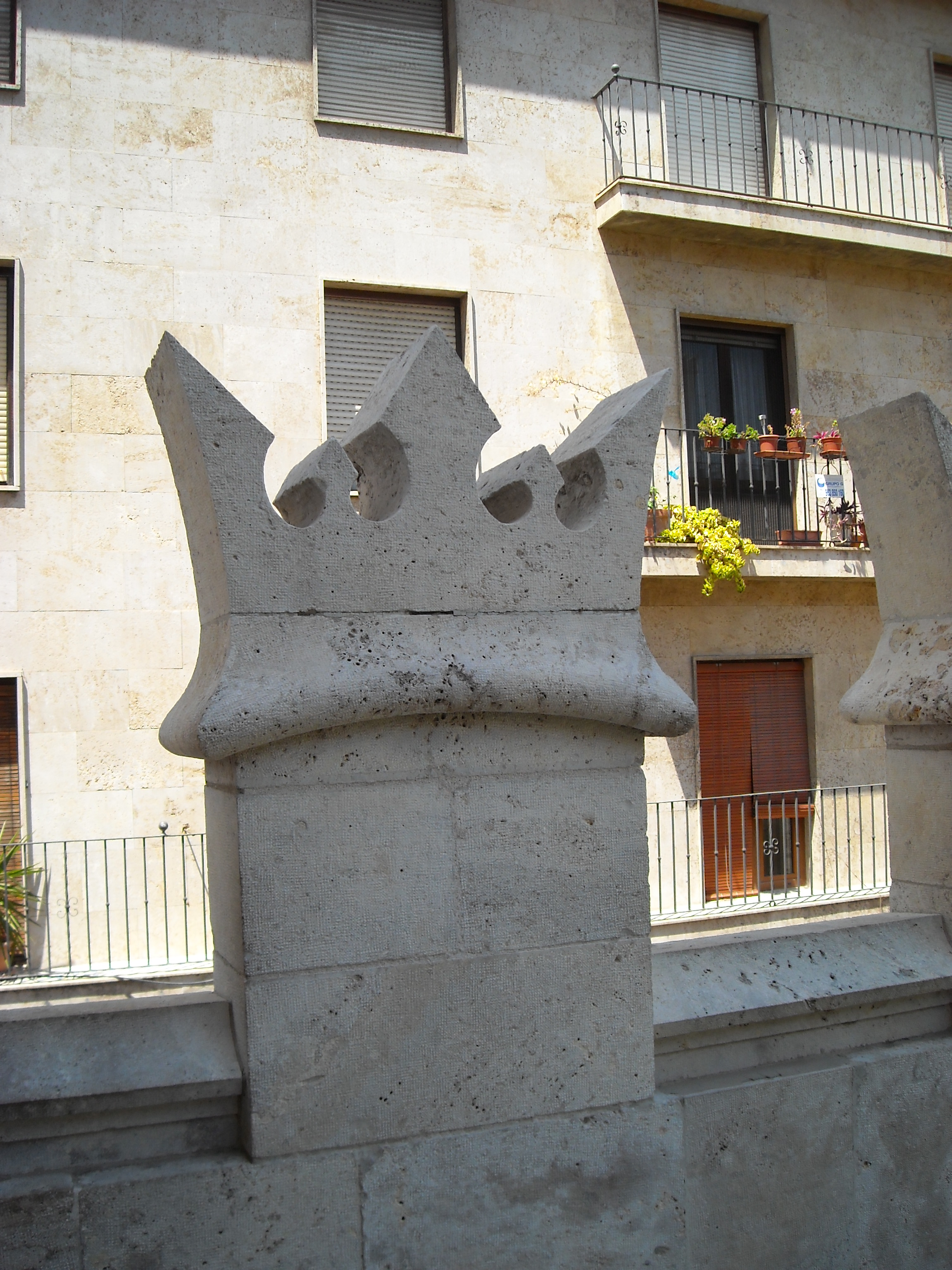
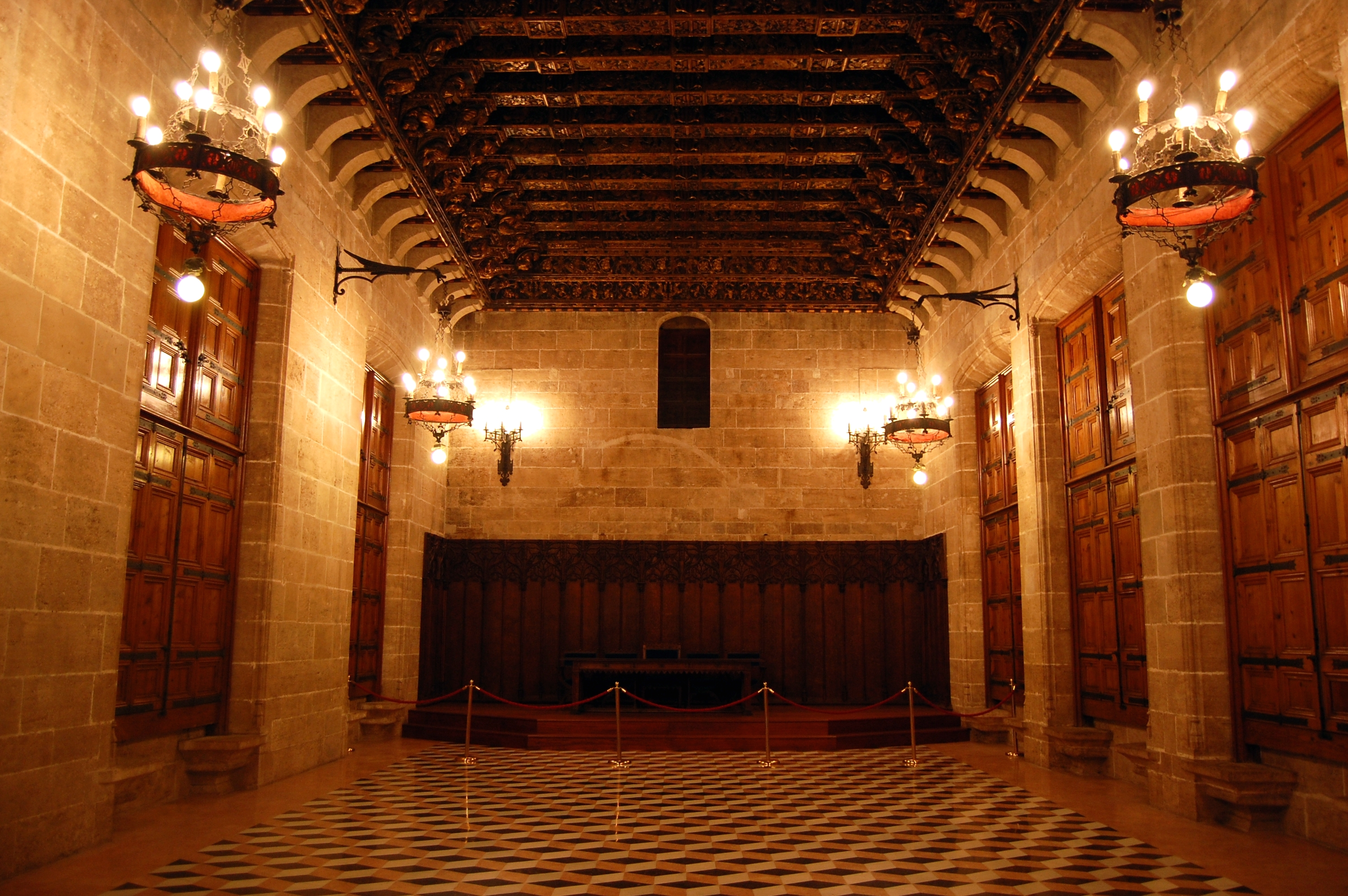
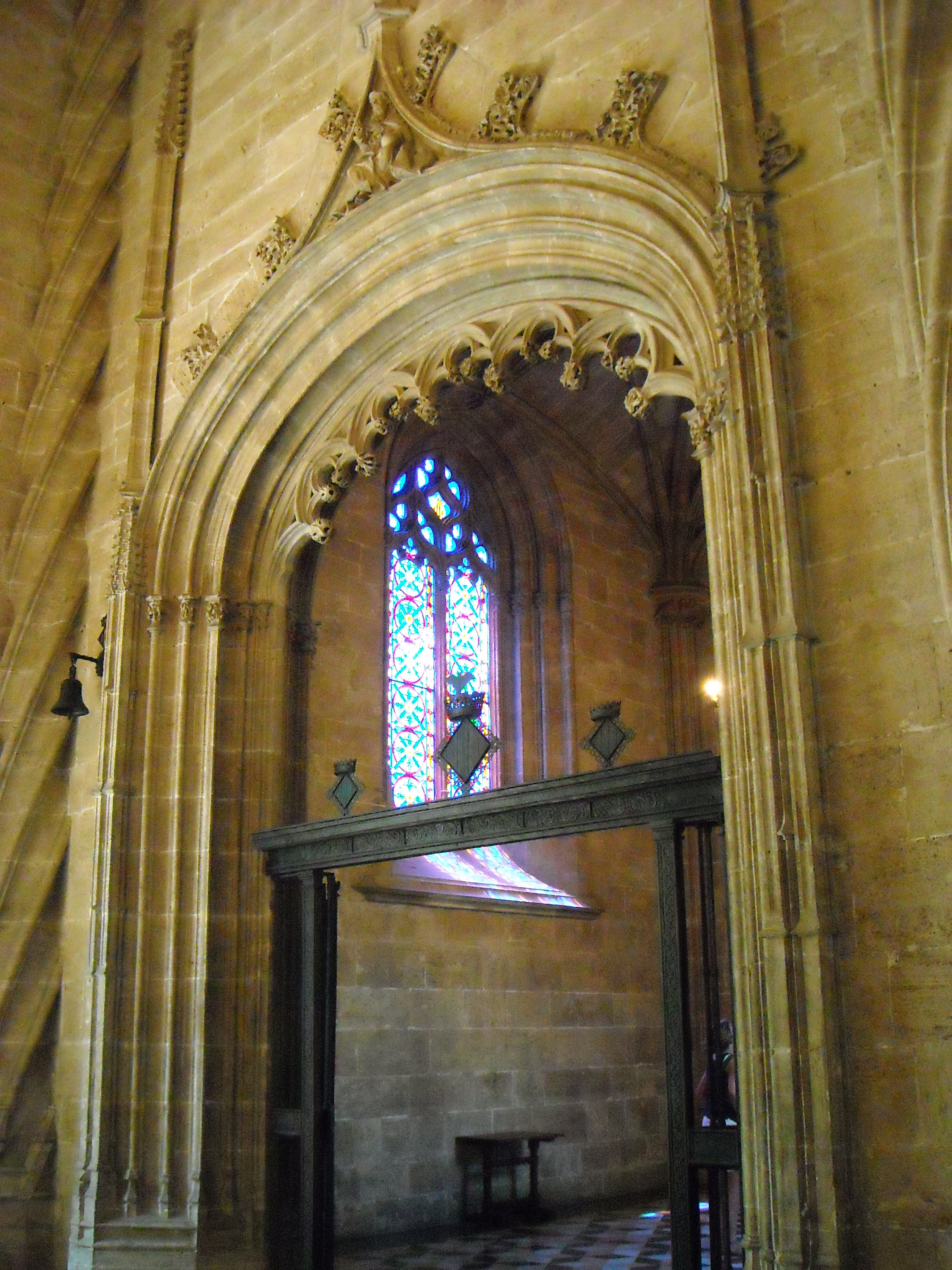
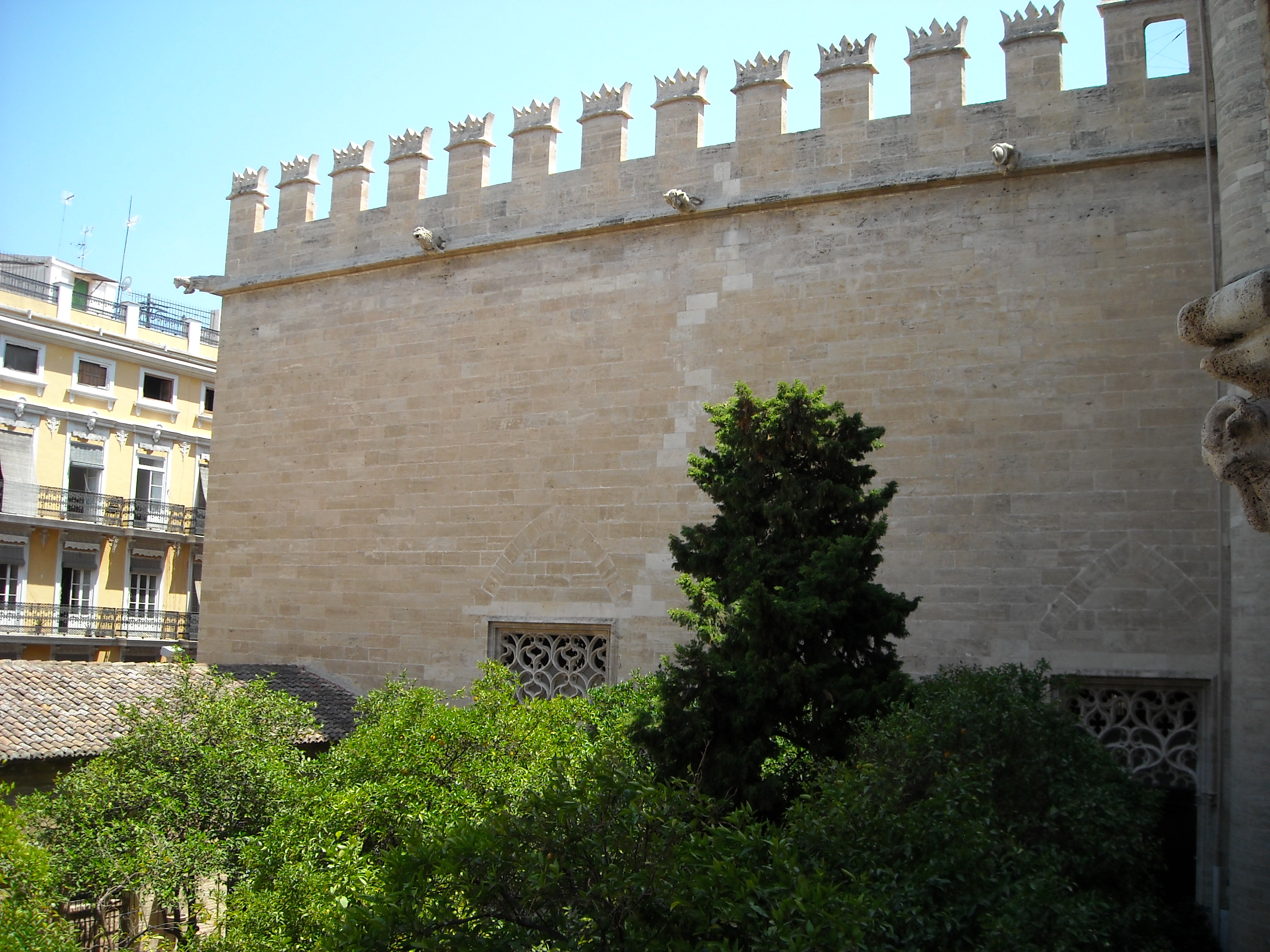
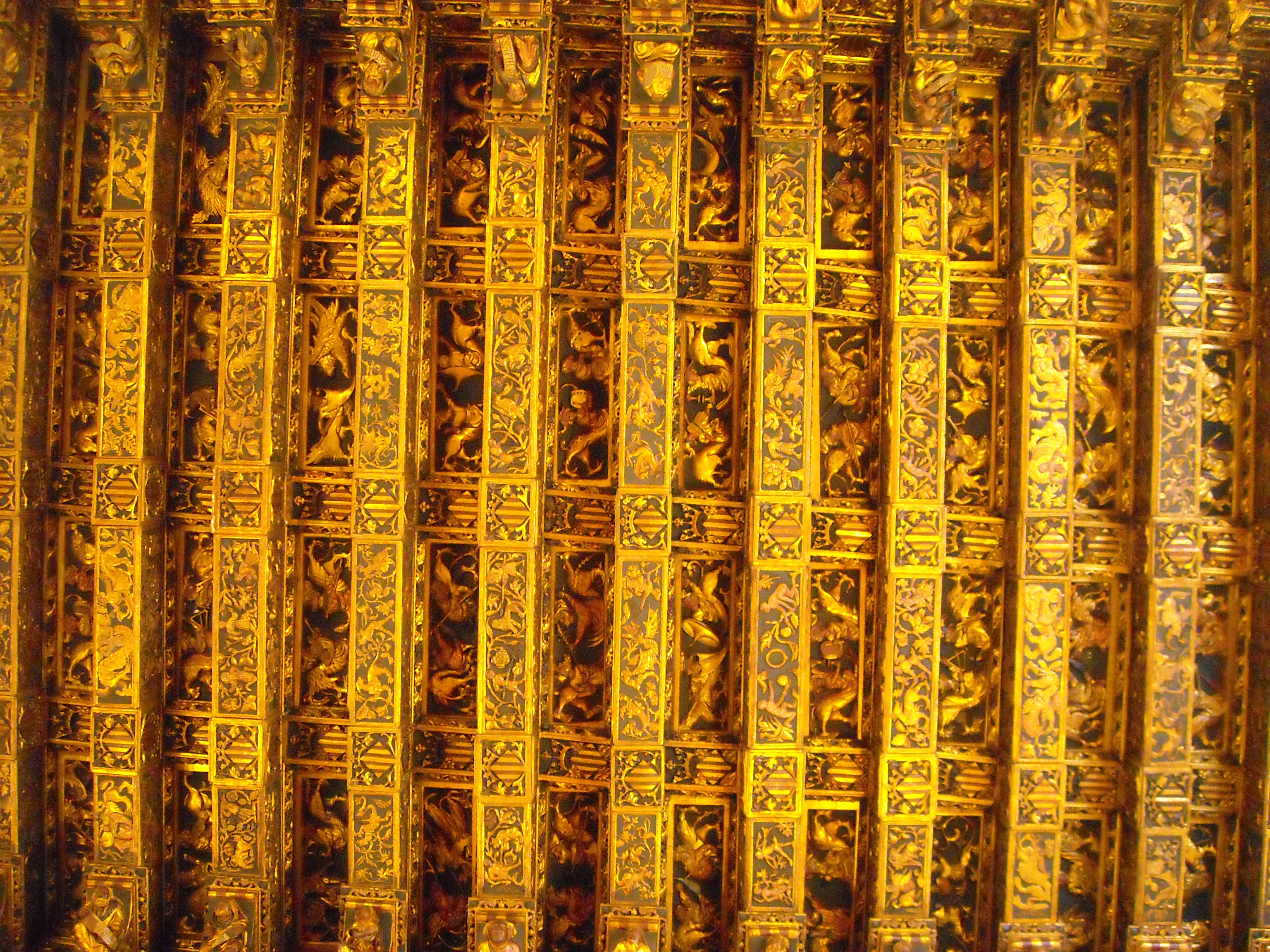
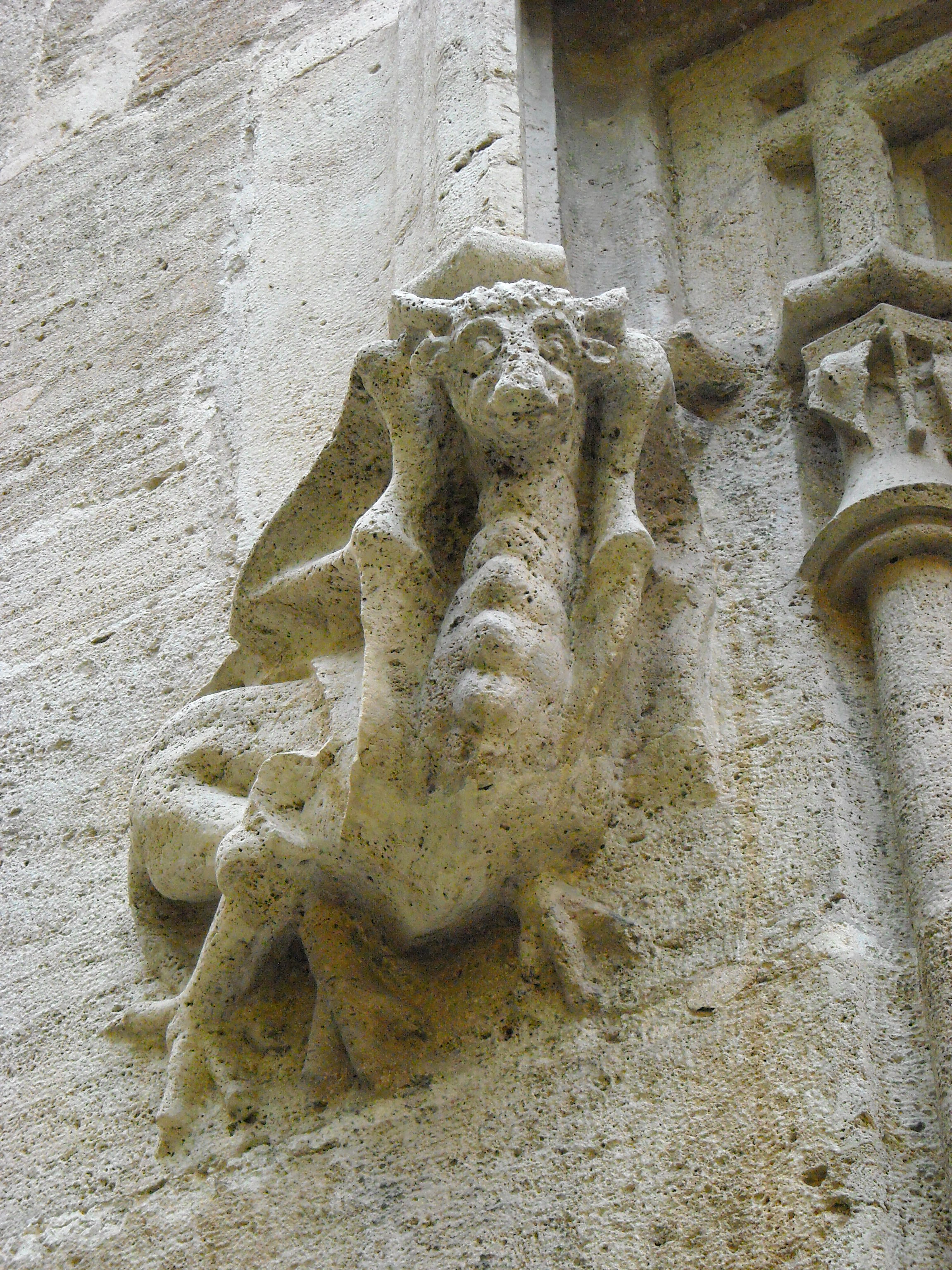
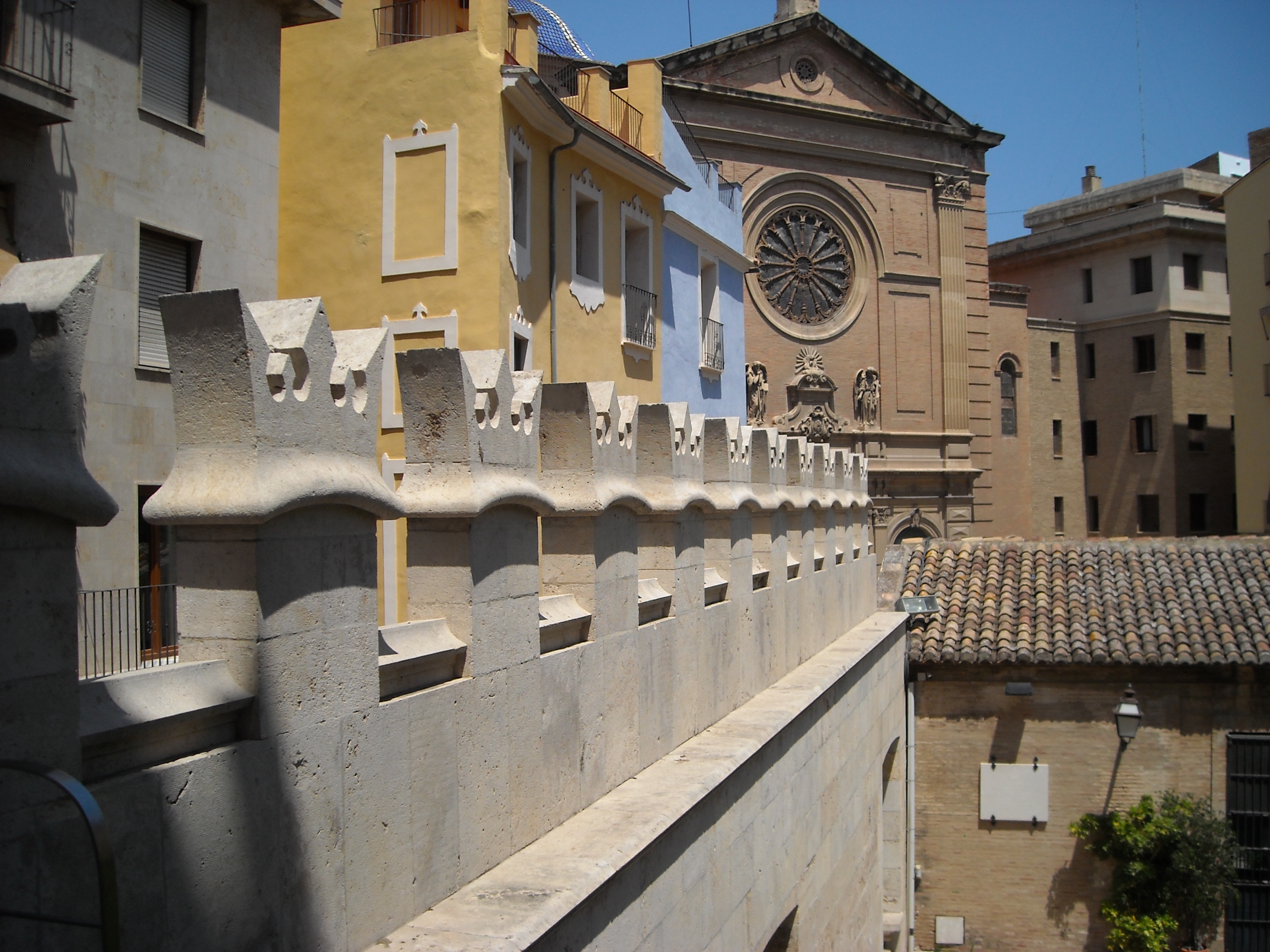
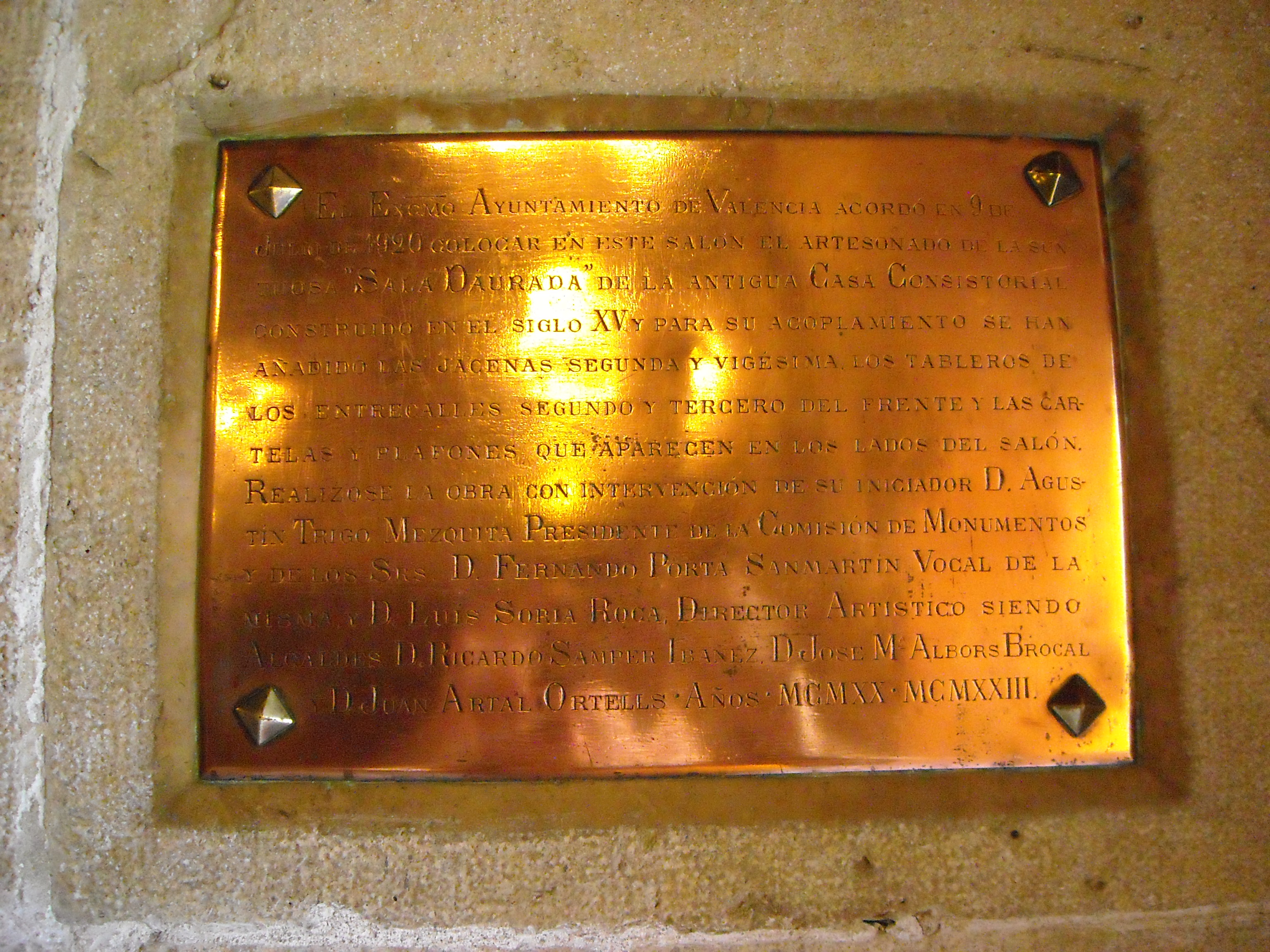